# Maestro di Cabestany

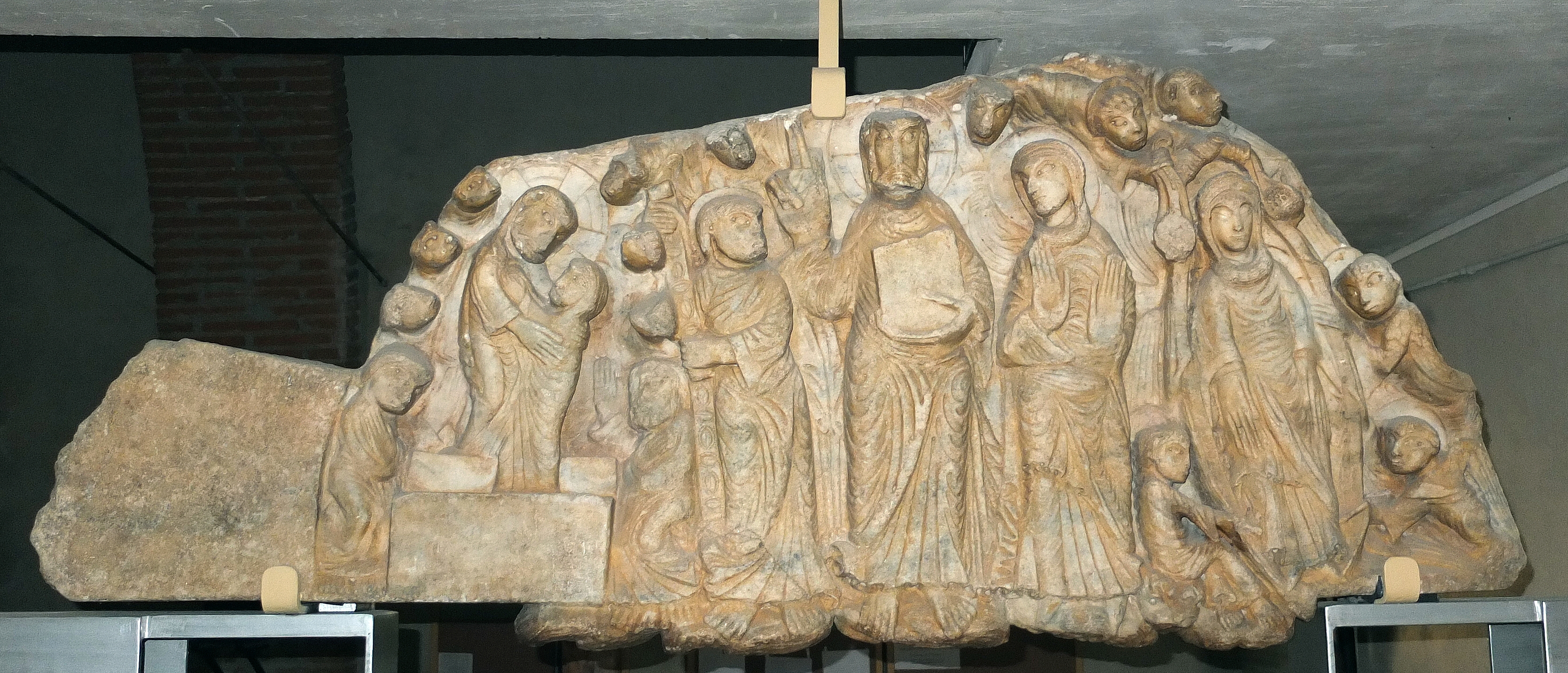
Il timpano di Cabestany

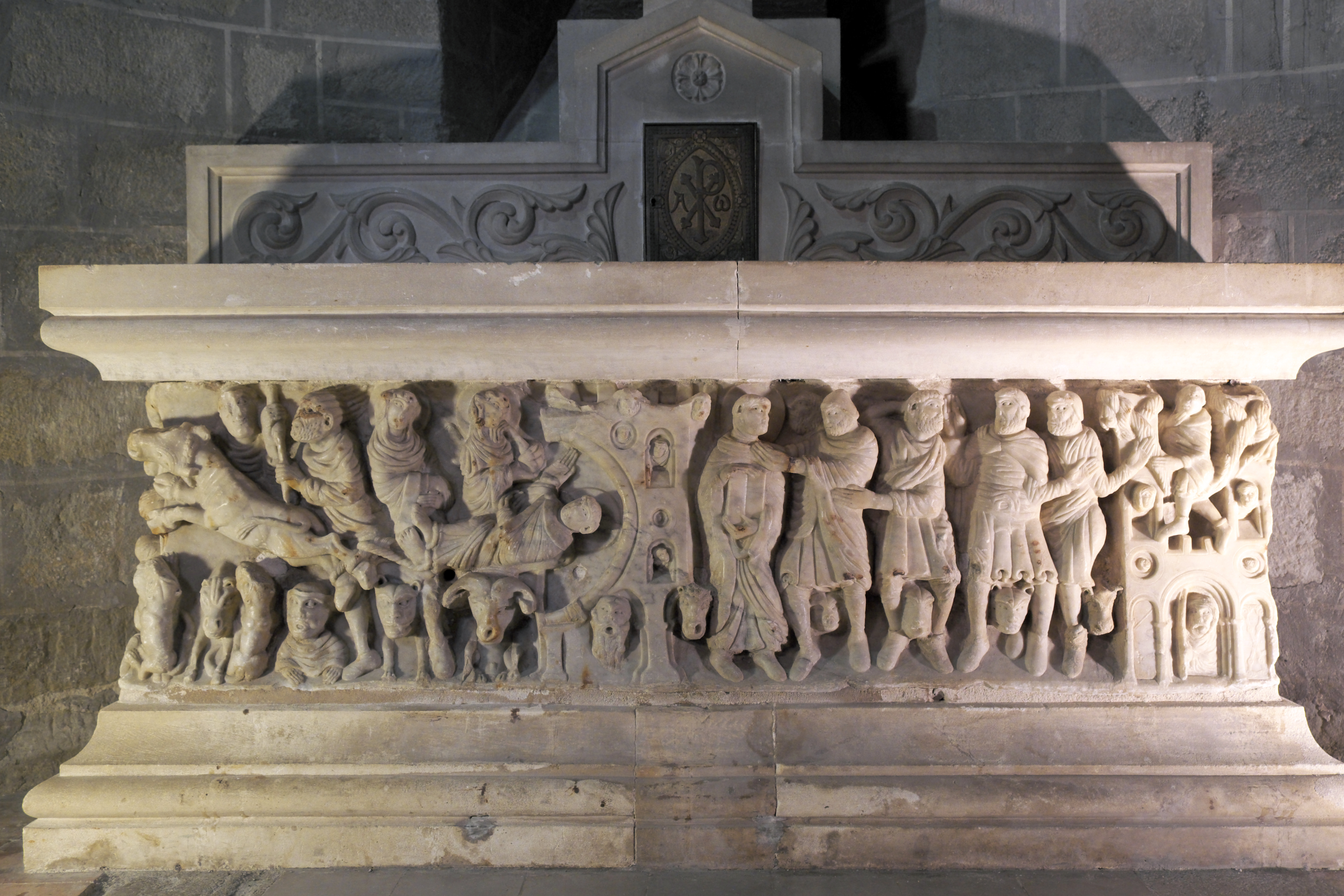
Il sarcofago di Saint-Sernin

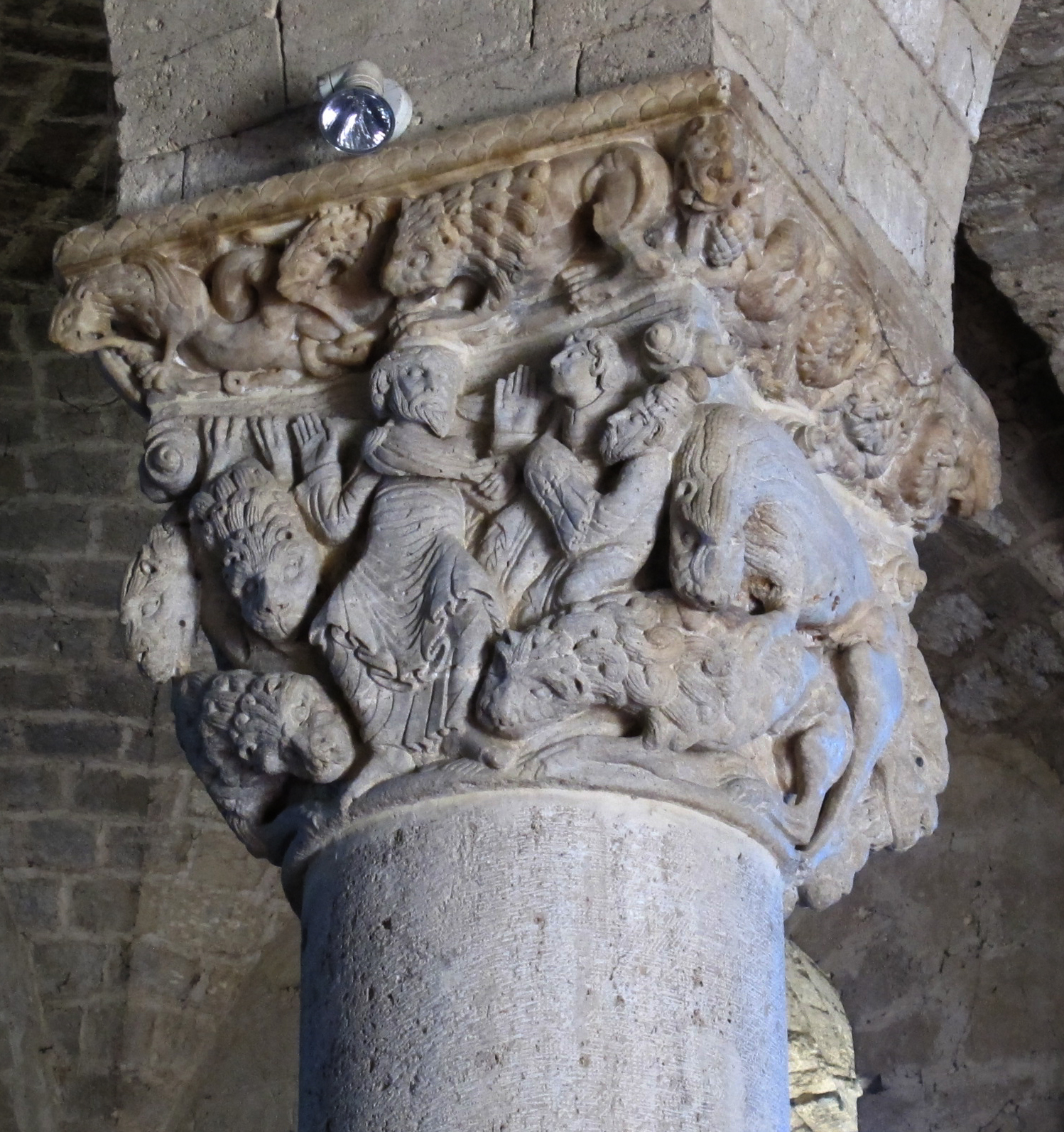
Il capitello attribuito al Maestro di Cabestany, abbazia di Sant'Antimo

Il cosiddetto Maestro di Cabestany (fl. XII secolo) è stato uno scultore anonimo francese della seconda metà del XII secolo. È uno dei più rappresentativi artisti "pellegrini" del suo tempo, lasciando tracce del suo operato tra la Francia del Sud, l'Italia e la Spagna del Nord.

## Opere
Tra le personalità più singolari ed incisive del periodo romanico, deve il suo nome a un timpano scolpito nella chiesa di Cabestany, in Francia, dove sono rappresentate tre scene della Vita della Vergine (la Vergine che esce dal sepolcro sorretta dal Cristo, l'Assunzione, e al centro Cristo tra la Vergine e san Tommaso).
Da quest'opera significativa è stato ricostruito un insieme di opere che gli sono state attribuite, grazie a uno stile piuttosto peculiare, dove ricorrono particolari tecniche e stilemi nella raffigurazione delle figure:
- Teste dalla forma quasi triangolare
- Fronti coperte da un'ampia capigliatura
- Piccoli fori agli angoli degli occhi ovali
- Piccoli fori nella rappresentazioni dei piedi e delle mani
- Sensibilità nella realizzazione dei volti
- Riempimento di tutti gli spazi vuoti con figure (Horror vacui)
- Riferimento esplicito al tipo fisico arabo e alla scultura della vicina Spagna musulmana

Si è appurato così che è un artista che deve aver viaggiato molto nell'area occitana, usando la sua regione (il Rossiglione) come centro dal quale si mosse radialmente, soprattutto in Francia (Linguadoca), in Spagna (Catalogna e Navarra) e in Italia (Toscana).
La sua formazione deve essere avvenuta in patria, in particolare è stato riscontrato un modello della sua opera in un sarcofago antico dell'abbazia di Sant'Ilario in Linguadoca, decorato con rilievi del Martirio di sant'Ilario.
Questo anticlassicismo tipico della sua produzione artistica, influenzò le zone dove lavorò, compresa la nascente scultura romanica toscana, dove sono state trovate almeno due opere di rilievo dell'artista: un fusto nel Museo di San Casciano, relativo alla sua prima produzione, e un capitello nell'abbazia di Sant'Antimo con San Daniele nella fossa dei leoni, in uno stile più maturo con più audaci schematizzazioni ed un maggiormente marcato espressionismo. Gli viene inoltre attribuito un capitello con animali nel chiostrino del Duomo di Prato (sebbene molto restaurato negli anni '50).
Selvaggio e brutale, estremamente originale nella scelta e nell'interpretazione dei soggetti prevalentemente drammatici e nel chiaroscuro violento del modellato, questo maestro anonimo tecnicamente raffinato è molto lontano dalla grevità degli scultori romanici di area padana (Wiligelmo, Nicolò e del contemporaneo Antelami). Le sue figure allungate ed in torsione preludono al Gotico.